# Ógyalla (planetka)
(1259) Ógyalla je planetka, kterou objevil Karl Reinmuth v časných ranních hodinách dne 26. ledna 1933 na německé observatoři Heidelberg-Königstuhl. Je pojmenovaná podle observatoře v dnešním Hurbanovu.

## Okolnosti objevu
Planetka se v době objevu nacházela v centrální části souhvězdí Raka (Cancer), asi 3,8° severovýchodně od hvězdy {\displaystyle \delta } Cnc (+3,9 mag). Měla hvězdnou velikost +13,5 mag a byla 19. planetkou objevenou v druhé polovině ledna 1933. Svědčí o tom také předběžné označení 1933 BT, které dostala krátce po objevu.

## Dráha
Planetka obíhala okolo Slunce v střední vzdálenosti 463 mil. km po mírně excentrické dráze s dobou oběhu 5,45 let (1990 dní). K Zemi se přibližuje na minimální vzdálenost 249 mil. km. Velikost této planetky je odhadovaná na 25 km.